# Patrick Ortlieb
Patrick Ortlieb, né le 20 mai 1967 à Brégence, est un ancien skieur alpin autrichien, membre du Ski Club de l'Arlberg. Sa fille Nina Ortlieb est également skieuse alpine pour l'Autriche dans les années 2010 et 2020.

## Palmarès

### Jeux olympiques d'hiver
| Épreuve / Édition | Albertville 1992 | Lillehammer 1994 |
| Descente          | Or               | 4e               |
| Super-G           | 18e              | -                |

### Championnats du monde
| Épreuve / Édition | Saalbach 1991 | Morioka 1993 | Sierra Nevada 1996 | Sestrières 1997 |
| Descente          | 7e            | 8e           | Or                 | 8e              |

### Coupe du monde
- Meilleur résultat au classement général : 7e en 1993
  - 4 victoires : 3 descentes et 1 super-G
  - 20 podiums

#### Différents classements en coupe du monde
| Saison / Épreuve | Saison / Épreuve | Général | Général | Descente | Descente | Super-G | Super-G | Combiné | Combiné |
| ---------------- | ---------------- | ------- | ------- | -------- | -------- | ------- | ------- | ------- | ------- |
| Saison / Épreuve | Saison / Épreuve | Class.  | Points  | Class.   | Points   | Class.  | Points  | Class.  | Points  |
| 1989             | 1989             | 30e     | 47      | 12e      | 47       | -       | -       | -       | -       |
| 1990             | 1990             | 43e     | 27      | 17e      | 20       | -       | -       | 14e     | 7       |
| 1991             | 1991             | 23e     | 61      | 6e       | 56       | 26e     | 5       | -       | -       |
| 1992             | 1992             | 10e     | 594     | 4e       | 450      | 18e     | 94      | 18e     | 50      |
| 1993             | 1993             | 7e      | 560     | 7e       | 272      | 7e      | 198     | 6e      | 90      |
| 1994             | 1994             | 12e     | 529     | 3e       | 488      | 21e     | 41      | -       | -       |
| 1995             | 1995             | 11e     | 548     | 3e       | 426      | 21e     | 41      | -       | -       |
| 1996             | 1996             | 20e     | 397     | 3e       | 359      | 27e     | 38      | -       | -       |
| 1997             | 1997             | 33e     | 316     | 14e      | 207      | 16e     | 109     | -       | -       |
| 1998             | 1998             | 62e     | 113     | 27e      | 83       | 32e     | 21      | -       | -       |
| 1999             | 1999             | 82e     | 43      | 35e      | 43       | -       | -       | -       | -       |

#### Détails des victoires
| Épreuve / Édition | Descente                 | Super-G | Total |
| 1994              | Val Gardena II Kitzbühel | -       | 2     |
| 1995              | -                        | Tignes  | 1     |
| 2000              | Val Gardena              | -       | 1     |
| Total             | 3                        | 1       | 4     |

### Arlberg-Kandahar
- Meilleur résultat : 2e place dans la descente 1992 à Garmisch